# Aspasia
För andra betydelser, se Aspasia (olika betydelser).
Aspasia (född omkring 470 f.Kr. i Miletos, död omkring 400 f.Kr. i Aten) var en berömd kvinna i antikens Aten.  Hon är känd för sitt förhållande med statsmannen Perikles, tros genom det ha påverkat politiken i Aten, och var berömd för sin skönhet, sin intelligens och sin bildning. Mycket lite är känt om hennes liv, men hon nämns i skrifter av bland andra Platon och Aristofanes.  Den allmänna uppfattningen är att hon var hetär, en kurtisan.  Den bilden har dock ifrågasatts och det finns också teorier om att hon i själva verket var gift med Perikles, med vilken hon även fick sonen Perikles den yngre. Sonen skulle senare göra militär karriär och nå graden general.

## Biografi
Aspasia föddes i staden Miletos på Mindre Asiens västkust i nuvarande Turkiet. Utöver att hennes far hette Axiochus vet man inte mycket om hennes bakgrund, men på grund av hennes gedigna utbildning kan man anta att hon kom från en välbärgad familj.  
Hon kom till Aten efter att ha invandrat från Miletos och upprättade där vad som ibland har beskrivits som en bordell. Hit kom dåtidens stora filosofer, retoriker och statsmän för att tillbringa tid med den i konversationens och filosofins konster begåvade Aspasia. Bland andra Sokrates och Perikles hörde till hennes umgängeskrets. 
Hon beskrivs som oerhört vacker och intelligent. Hennes hem blev ett intellektuellt högsäte i Aten, och trots hennes rykte som hetär tog många män med sig sina fruar för att lyssna till Aspasias konversationer och råd. Aspasia har därför ibland beskrivits som den första kvinnliga retorikläraren. 

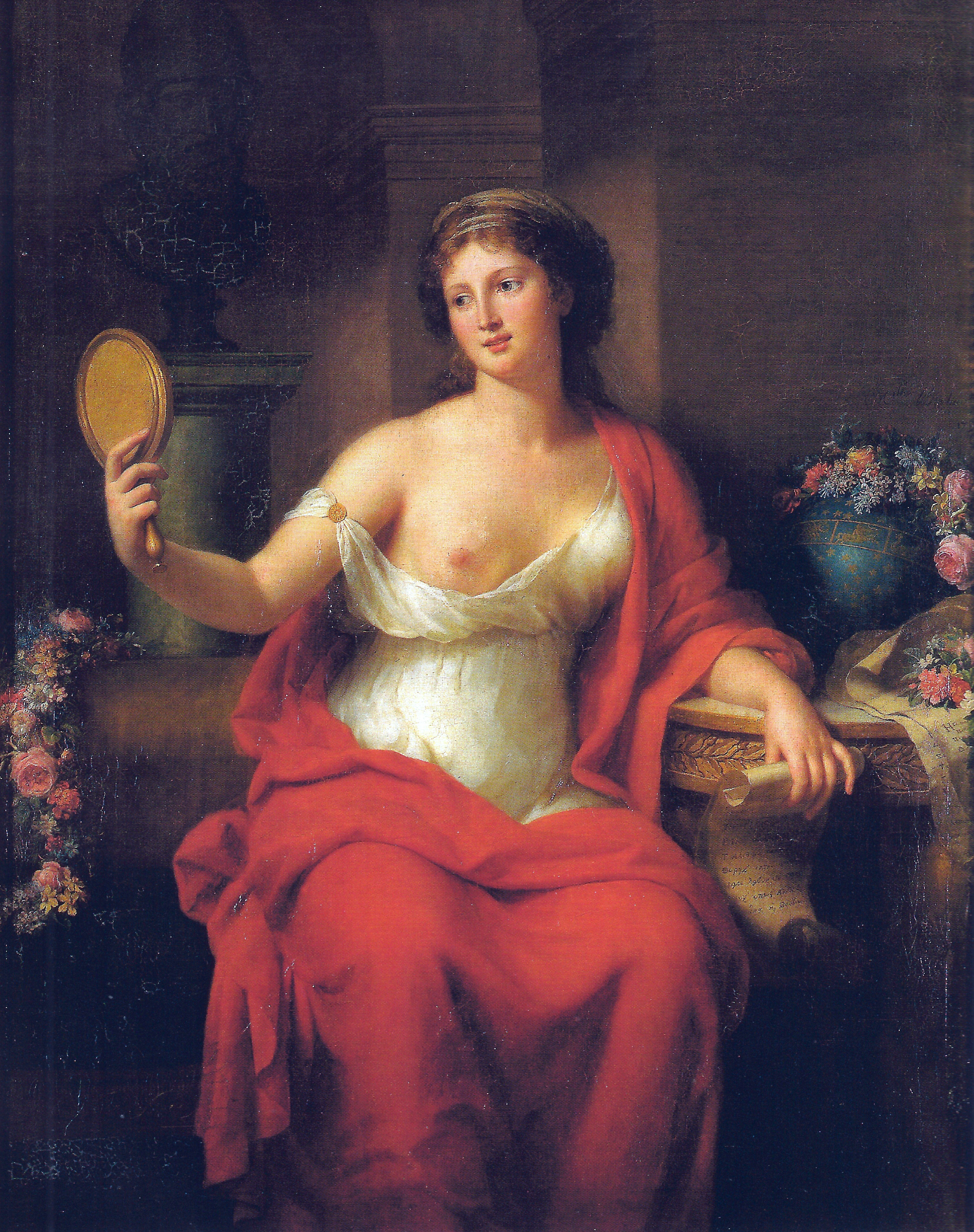
Aspasia, målning av Marie Bouliard.

Trots att hon inte var från Aten och därmed inte lydde under dess lagar, hade hon tillgång till offentliga talarforum i staden tack vare sitt förhållande med den politiskt högt uppsatte Perikles. Hon blev anklagad för att manipulera stadens kvinnor att ge stöd åt Perikles och fick, enligt vissa källor, även försvara sig i en rättegång för gudlöshet.
Efter Perikles död 429 f.Kr. levde Aspasia med en grekisk general, Lysicles, med vilken hon troligtvis fick ytterligare en son.  
Den tidpunkt som oftast anges för hennes död är cirka 401–400 f.Kr. Det antagandet är baserat på att Aspasia var död vid tidpunkten för Sokrates avrättning 399 f.Kr.

## Eftermäle
Asteroiden 409 Aspasia är uppkallad efter henne.